# Im Hundert-Kilometer-Tempo
Im Hundert-Kilometer-Tempo (Alternativtitel: Im 100-Kilometer-Tempo) ist ein Kriminalfilm von 1918 der Filmreihe Harry Hill.

## Handlung
Im 100 Kilometer-Tempo. Naturfilm. Drama. 1600 Meter. 1 Vorspiel, 4 Akte. Schulverbot.
Detektivabenteuer mit Joe Edwards als Harry Hill (Regie v. Arnheim).
Dr. Webster, der die Erfindung der Golderzeugung auf künstlichem Wege gemacht hatte, wurde im Expresszug ermordet aufgefunden. Harry Hill, der den Fall übernahm, gelang es, in Professor Maston und dessen Gehilfin die Täter zu eruieren und dieselben nach vielen sensationellen Verfolgungen zu verhaften.
(Inhaltsbeschreibung aus: Der Kinobesitzer Nr. 64/65 vom 15.Feber 1919, Seite 6)

## Hintergrund
Produziert wurde er von Naturfilm Friedrich Müller GmbH aus Berlin (Nr. 113). Der Film hatte eine Länge von fünf Akten auf 1503 bzw. 1520 Metern, das entspricht ca. 82 Minuten. Die Polizei Berlin belegte ihn mit einem Jugendverbot (Nr. 42573) im November 1918, ebenso wie die Reichsfilmzensur Berlin erneut am 15. Juli 1921 (Nr. 3678).